# Luca Pagano
Luca Pagano (Treviso, 28 luglio 1978) è un giocatore di poker italiano.
Nel 2003, assieme al padre Claudio, già fondatore e primo presidente della Federazione Italiana Gioco Poker, costituisce Pagano Events, società organizzatrice di eventi a carattere pokeristico.

## Biografia
Ha frequentato la facoltà di informatica presso l'Università Ca' Foscari di Venezia; si è da subito messo in luce per le sue qualità imprenditoriali nella gestione di un noto locale del trevigiano.
La sua passione per il poker arriva dopo l'esperienza ad un tavolo da gioco nel Casino di Nova Gorica.
È professionista del poker dal 2004, anno in cui si è classificato terzo al Barcellona Open dell'European Poker Tour. La sua carriera di giocatore lo porta a partecipare a tornei prestigiosi in varie località, facendosi notare dal colosso del gaming online PokerStars che ne fa il suo testimonial per l'Italia. Pagano e PokerStars si separano consensualmente nel maggio 2017, dopo quasi 15 anni di proficua collaborazione.
Ottiene molti successi e comincia a costruire un solidissimo bankroll, divenendo in breve tempo il giocatore con il maggior numero di piazzamenti a premio nella storia italiana.
Parallelamente al poker, Luca Pagano è imprenditore di settore, Angel Investor, commentatore televisivo, presentatore del reality e talent show La casa degli assi e co-fondatore, con il giocatore professionista Eugene Katchalov, di un team di eSport.

## European Poker Tour
All'European Poker Tour ha ottenuto 20 piazzamenti a premi, con 7 tavoli finali. Nonostante la costanza di rendimento, non ha mai ottenuto la vittoria; il suo miglior risultato EPT è il 3º posto a Barcellona nel 2004.
L'11 settembre 2008 è stato premiato agli Awards degli European Poker Tour nella categoria "The Player of the Year", come miglior giocatore dell'anno.
Occupa la prima posizione nella European Poker Tour All-time Leaderboard con 5.550 punti, davanti al francese Bertrand Grospellier e, ancora, detiene la seconda posizione nella classifica EPT dei giocatori che sono andati a premio più volte (ITM Rank), primo fra gli italiani; secondo il Global Poker Index le sue vincite attuali ammontano a $2.212.342.
| Data              | Città           | Evento                               | Posizione | Premio     |
| ----------------- | --------------- | ------------------------------------ | --------- | ---------- |
| 18 settembre 2004 | Barcellona      | EPT Barcelona €1,000 Main Event      | 3°        | $24,500    |
| 16 febbraio 2005  | Deauville       | EPT Deauville €2,000 Main Event      | 8°        | $17,492    |
| 10 marzo 2005     | Varsavia        | EPT Vienna €2,000 Main Event         | 14°       | €5,750     |
| 16 settembre 2005 | Barcellona      | EPT Barcelona €1,000 Main Event      | 24°       | €7,800     |
| 19 gennaio 2006   | Copenaghen      | EPT Copenhageh DKr 30,000 Main Event | 24°       | DKr 47,776 |
| 26 ottobre 2006   | Dublino         | EPT Dublin €5,000 Main Event         | 13°       | $25,563    |
| 30 ottobre 2007   | Dublino         | EPT Dublin €7,700 Main Event         | 24°       | €10,210    |
| 19 febbraio 2008  | Copenaghen      | EPT Copenaghen DKr 47,750 Main Event | 27°       | DKr 84,346 |
| 12 aprile 2008    | Monte Carlo     | EPT €10,000 Monte Carlo Grand Final  | 6°        | $533,253   |
| 10 marzo 2009     | Dortmund        | EPT Dortmund €5,000 Main Event       | 6°        | $198,900   |
| 28 aprile 2009    | Monte Carlo     | EPT Monte Carlo €10,000 Main Event   | 55°       | €31,000    |
| 20 ottobre 2009   | Varsavia        | EPT Warsaw PLN 25,000 Main Event     | 4°        | $128,930   |
| 1º dicembre 2009  | Praga           | EPT Praga €5,000 Main Event          | 6°        | €100,000   |
| 11 gennaio 2010   | Paradise Island | EPT PCA World Cup of Poker NLH       | 6°        | $2.000     |
| 20 gennaio 2010   | Deauville       | EPT Deauville €5,000 Main Event      | 72°       | €10,900    |
| 1º maggio 2010    | Nova Gorica     | All Stars of Poker €5.000 NLH        | 1°        | €200.000   |
| 11 agosto 2010    | Tallinn         | EPT Tallinn €4,000 Main Event        | 26°       | €8,000     |
| 28 agosto 2010    | Vilamoura       | EPT Vilamoura €5,000 Main Event      | 52°       | €7,263     |
| 13 dicembre 2010  | Praga           | EPT Praga €5,000 Main Event          | 43°       | €10,000    |
| 20 marzo 2011     | Hinterglemm     | EPT Snowfest €3,500 Main Event       | 50°       | €6,000     |
| 7 gennaio 2012    | Paradise Island | EPT PCA $10,000 Main Event           | 30°       | $46,000    |
| 31 gennaio 2012   | Deauville       | EPT Deauville €5,000 Main Event      | 7°        | €110,000   |
| 10 ottobre 2013   | Londra          | EPT UKIPT £10,000+300 NL High Roller | 7°        | £60,930    |
| 14 febbraio 2016  | Dublino         | EPT €50,000+300 Main Event           | 17°       | €25,820    |
| 12 dicembre 2016  | Praga           | EPT €2,000+200 Eureka high Roller    | 83°       | €4,825     |

## Italian Poker Tour

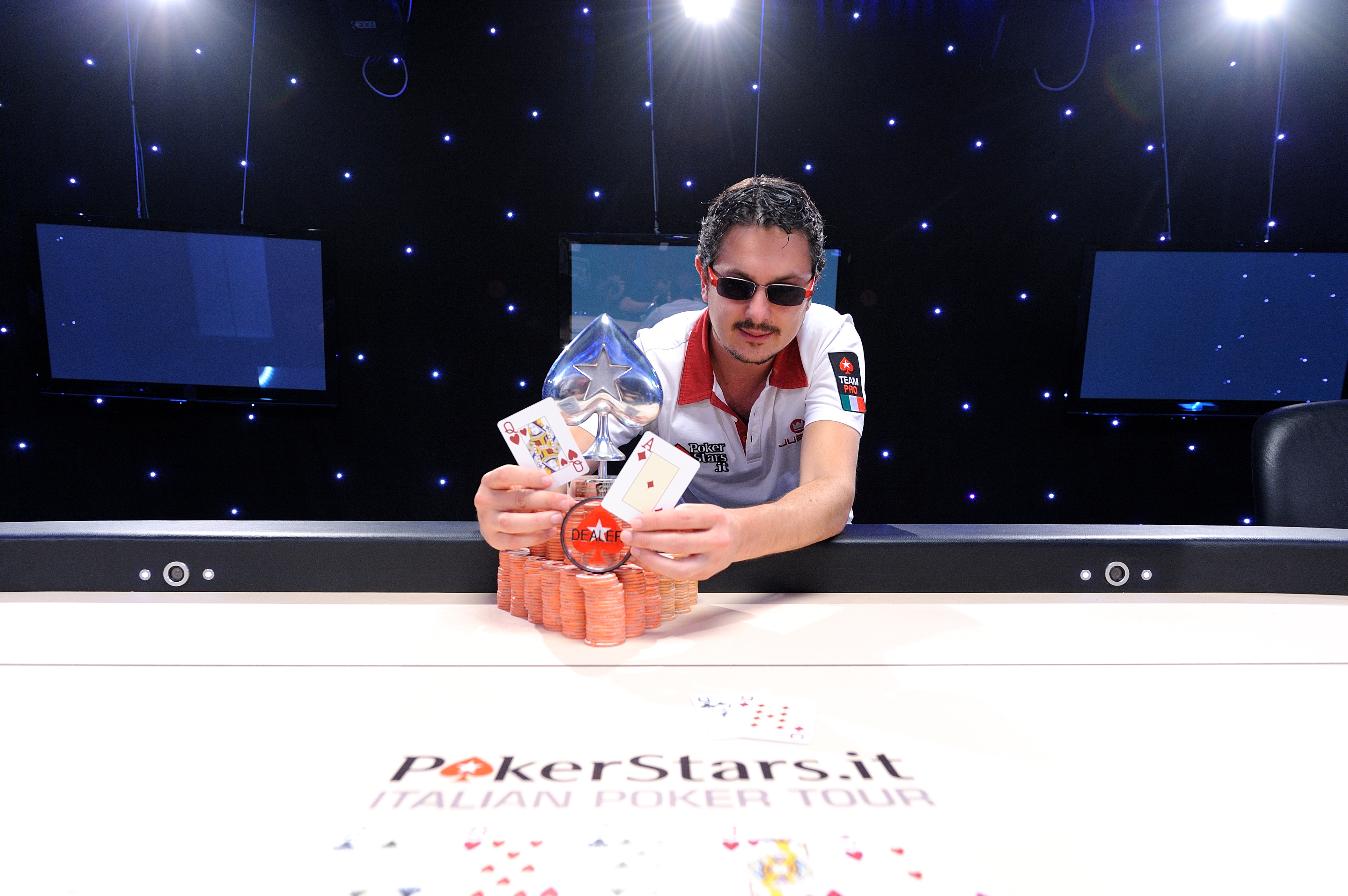
Luca Pagano, la sua vittoria a IPT Sanremo 2011

Il 1º agosto 2011 vince per la prima volta la tappa di Sanremo del prestigioso torneo Italian Poker Tour, assicurandosi 210.000 euro di premio e la nota "picca" come trofeo.
Occupa l'8ª posizione nella classifica "All Time Money List" di HendonMob, per un totale attivo di $2.212.342.
| Data              | Città         | Evento                                  | Posizione | Premio   |
| ----------------- | ------------- | --------------------------------------- | --------- | -------- |
| 23 settembre 2010 | Nova Gorica   | IPT Nova Gorica €2,000 Main Event       | 12°       | €8,200   |
| 28 luglio 2011    | Sanremo       | IPT Sanremo €2,000 Main Event           | 1°        | €210,000 |
| 29 aprile 2013    | Sanremo       | IPT Sanremo €5,000 Main Event           | 4°        | €8,000   |
| 30 novembre 2014  | Sanremo       | IPT Sanremo Grand Final €900 Main Event | 20°       | €2,400   |
| 21 ottobre 2015   | Malta         | IPT Malta €1000 Main Event              | 87°       | €2,210   |
| 15 maggio 2016    | Saint-Vincent | IPT St-Vincent €1000 Main Event         | 9°        | €5,500   |

## Pokerstars Festival
Il PokerStars Festival dal 2017 ha preso il posto dell'Italian Poker Tour.
| Data            | Città  | Evento                              | Posizione | Premio |
| --------------- | ------ | ----------------------------------- | --------- | ------ |
| 28 gennaio 2017 | Londra | PokerStars Festival £990 Main Event | 104°      | £1.690 |

## World Series of Poker
Il miglior piazzamento nelle World Series of Poker è stato nel 2006 nell'evento $1.500 Seven Card Stud con un 40º posto.
| Data           | Città     | Evento                             | Posizione | Premio |
| -------------- | --------- | ---------------------------------- | --------- | ------ |
| 28 giugno 2005 | Las Vegas | WSOP $2,000 Main Event             | 56°       | $3,945 |
| 5 luglio 2006  | Las Vegas | WSOP $1,500 7 Card Stud Main Event | 40°       | $2,610 |
| 18 giugno 2008 | Las Vegas | WSOP $1,500 Main Event             | 149°      | $3,340 |

## Altre attività legate al poker
Ha condotto, insieme a Giacomo Valenti, il seguitissimo programma pokeristico Poker1mania, in onda nella terza serata di Italia1.
Luca Pagano ha organizzato eventi pokeristici presso il Casinò di Venezia, presso la sede staccata Ca' Noghera, al Casinò di Sanremo, presso il Casino di Saint Vincent e quello di Nova Gorica.
Nel 2014 ha condotto la prima edizione del reality e talent show "La Casa degli Assi", format originale di PokerStars.it e prodotto da Magnolia; il reality è andato in onda in prima visione su Italia 2 e, dato il successo di pubblico, è stato replicato in terza serata su Italia1.
Da marzo 2014 ha condotto la seconda edizione del reality, in onda in terza serata su Italia1.

## eSport
Alla fine del 2016 Luca Pagano ha annunciato la sua entrata nel mondo dei giochi elettronici competitivi con la creazione di un team professionale internazionale di nome Qlash.